# Stenomyia tenuissima
Stenomyia tenuissima är en tvåvingeart som först beskrevs av Friedrich Georg Hendel 1910.  Stenomyia tenuissima ingår i släktet Stenomyia och familjen fläckflugor. Inga underarter finns listade i Catalogue of Life.